# Satoshi Shimizu
Pour les articles homonymes, voir Shimizu.
Satoshi Shimizu (清水 聡, Shimizu Satoshi) est un boxeur japonais né le 13 mars 1986 à Sōja.

## Carrière
Médaillé de bronze aux Jeux olympiques de Londres en 2012 en poids coqs, sa carrière amateur est également marquée par une médaille de bronze aux championnats d'Asie de Zhuhai en 2009 dans la catégorie poids plumes.

### Jeux olympiques
- Médaille de bronze en -56 kg aux Jeux de 2012 à Londres, Angleterre
- Participation aux Jeux de 2008 à Pékin, Chine

### Championnats d'Asie de boxe amateur
- Médaille de bronze en -57 kg en 2009 à Zhuhai,  Chine